# Đường Krakowskie Przedmieście
Krakowskie Przingmieście (phát âm tiếng Ba Lan: [kraˈkɔfskʲɛ pʂɛdˈmjɛɕt͡ɕɛ], nghĩa đen: vùng ngoại ô Kraków; tiếng Pháp: Faubourg de Cracovie) là một trong những đường phố nổi tiếng và uy tín nhất của thủ đô Warsaw của Ba Lan, được bao quanh bởi các lâu đài lịch sử, nhà thờ và trang viên. Đại lộ Hoàng gia Krakowskie Przingmieście tạo thành phần cực bắc của Tuyến đường Hoàng gia Warsaw, và kết nối Phố cổ và Lâu đài Hoàng gia (tại Quảng trường Castle) với một số tổ chức đáng chú ý nhất ở Warsaw, bao gồm - tiến về phía nam - Dinh Tổng thống, Đại học Warsaw và Viện Hàn lâm Khoa học Ba Lan có trụ sở tại Cung điện Staszic. Phần mở rộng về phía nam ngay lập tức của Krakowskie Przingmieście dọc theo Tuyến đường Hoàng gia là ulica Nowy wiat (Phố Thế giới Mới).
Một số thành phố khác của Ba Lan cũng có những con phố có tên Krakowskie Przingmieście. Ở Lublin, đây là con đường chính và thanh lịch nhất. Các thành phố khác bao gồm Piotrków Trybunalski, Bochnia, Krasnystaw, Olkusz, Sieradz và Wieluń.

## Lịch sử
Krakowskie Przingmieście được thành lập vào thế kỷ 15 như một tuyến đường thương mại. Đây là một trong những đại lộ lâu đời nhất ở Warsaw và là phần đầu tiên của Tuyến đường Hoàng gia kết nối Lâu đài Hoàng gia với Cung điện Wilanów thế kỷ 17 của Vua John III Sobieski ở ngoại vi phía nam. Vào thế kỷ 17, các cung điện và trang viên bắt đầu mọc lên dọc theo khu chính của thủ đô mới của Ba Lan.

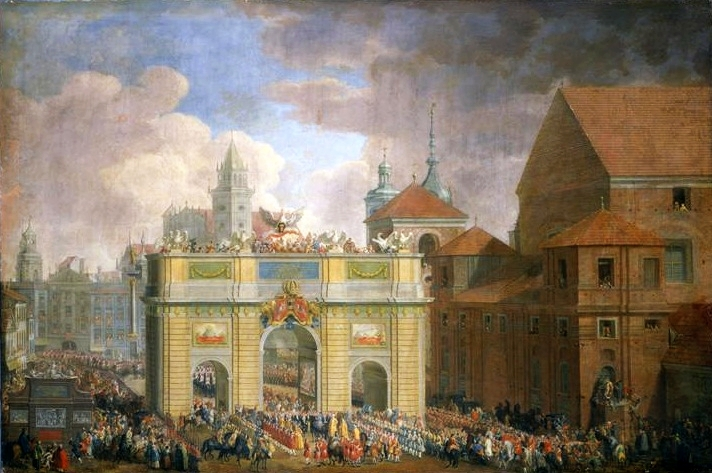
vua Augustus III vào Warsaw với một khải hoàn môn tạm thời tại Krakowskie Przingmieście của Samuel Mock (1734). Nhà thờ St. Anne nằm bên phải

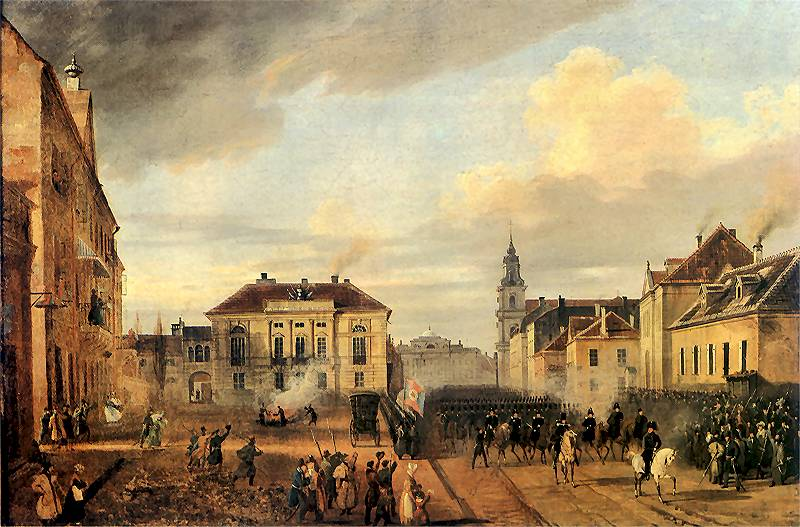
Sự trở lại của các đội quân Ba Lan từ Wierzbna cho thấy cái nhìn tổng quát về Krakowskie Przingmieście với Tyszkiewicz Palace của Marcin Zaleski (1831).

## Tính năng, đặc điểm
Theo di chúc của Frédéric Chopin, sau khi chết, trái tim của ông đã được chị gái của ông đưa tới Warsaw, nơi nó được gửi vào một cây cột của Nhà thờ Holy Cross trên Krakowskie Przingmieście.

## Thư viện ảnh

### Tranh của Canaletto

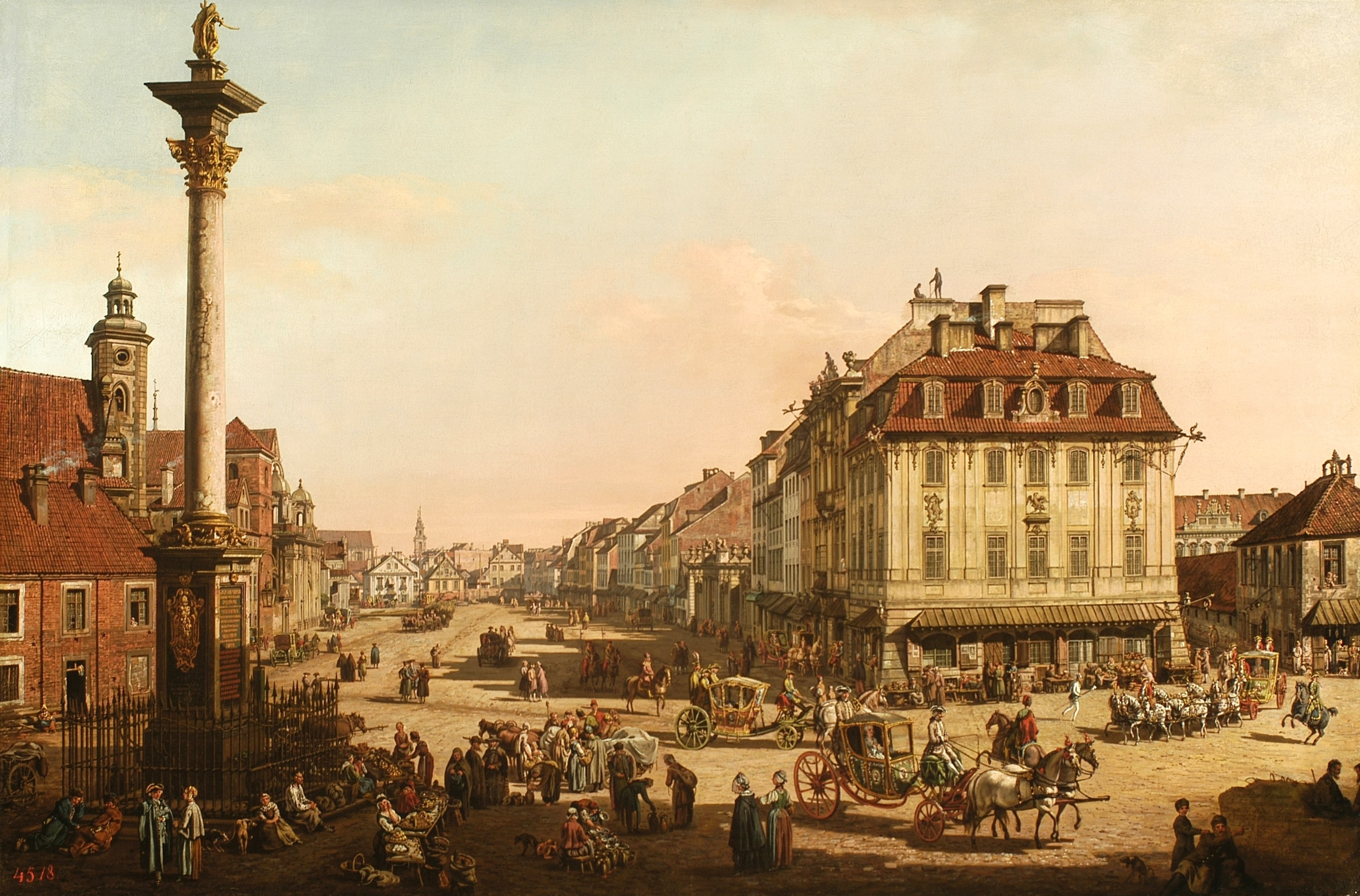
Nhìn từ quảng trường Castle
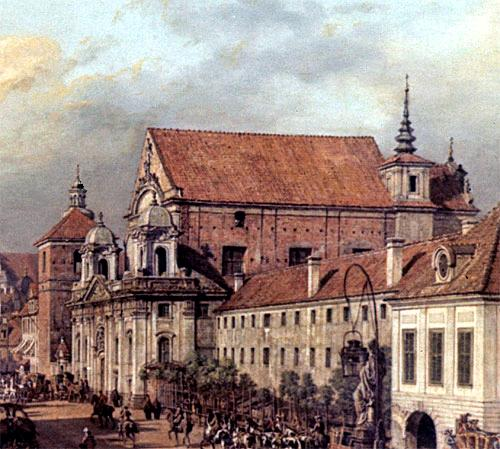
Chi tiết với nhà thờ St. Anne's
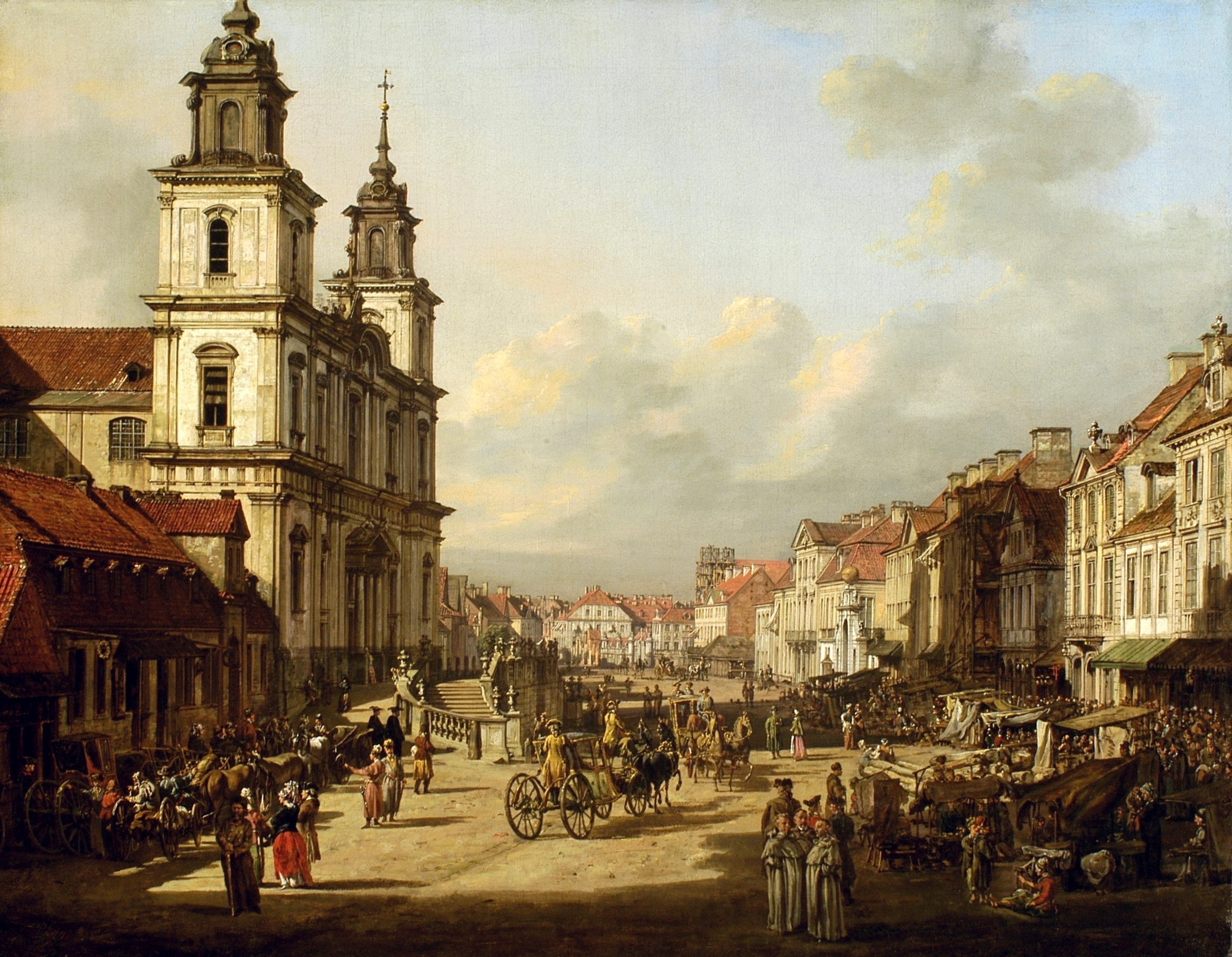
Nhìn từ đường Nowy Siatwiat
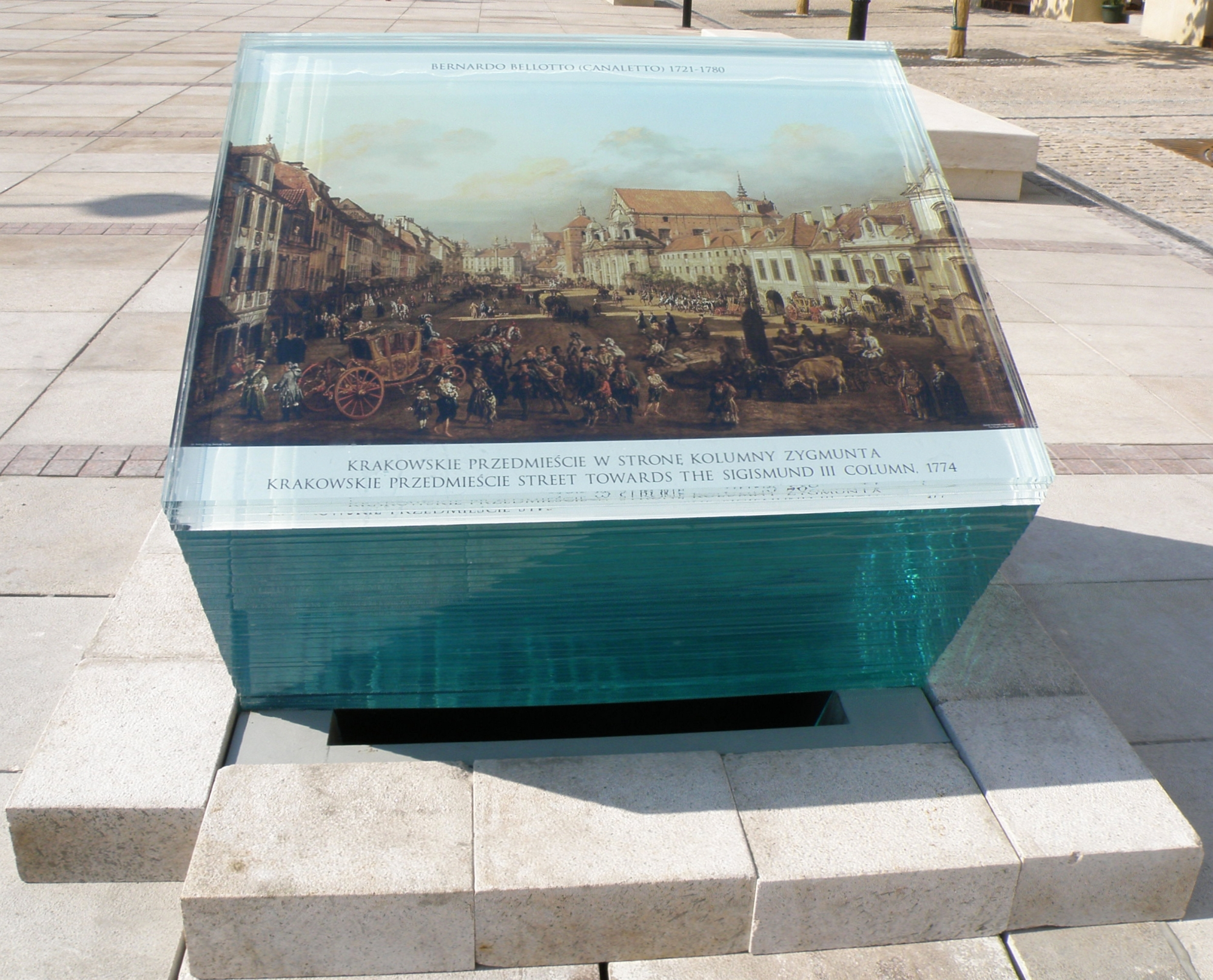
Canaletto vẽ khối lập phương

### Tượng đài bằng đồng

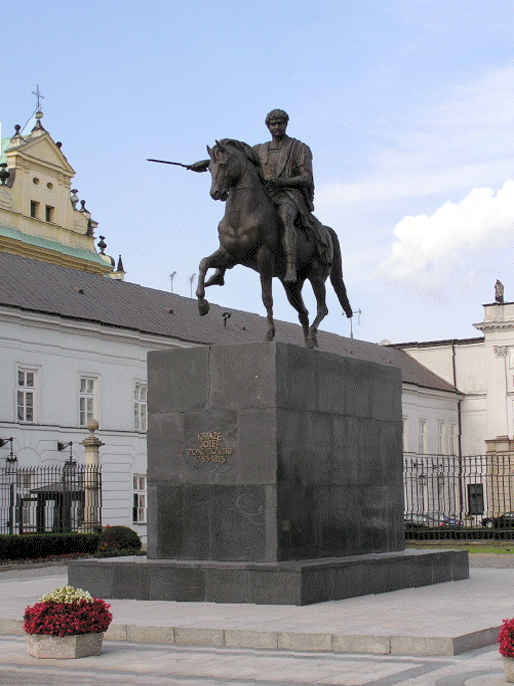
Đài tưởng niệm Józef Poniatowski (1816)
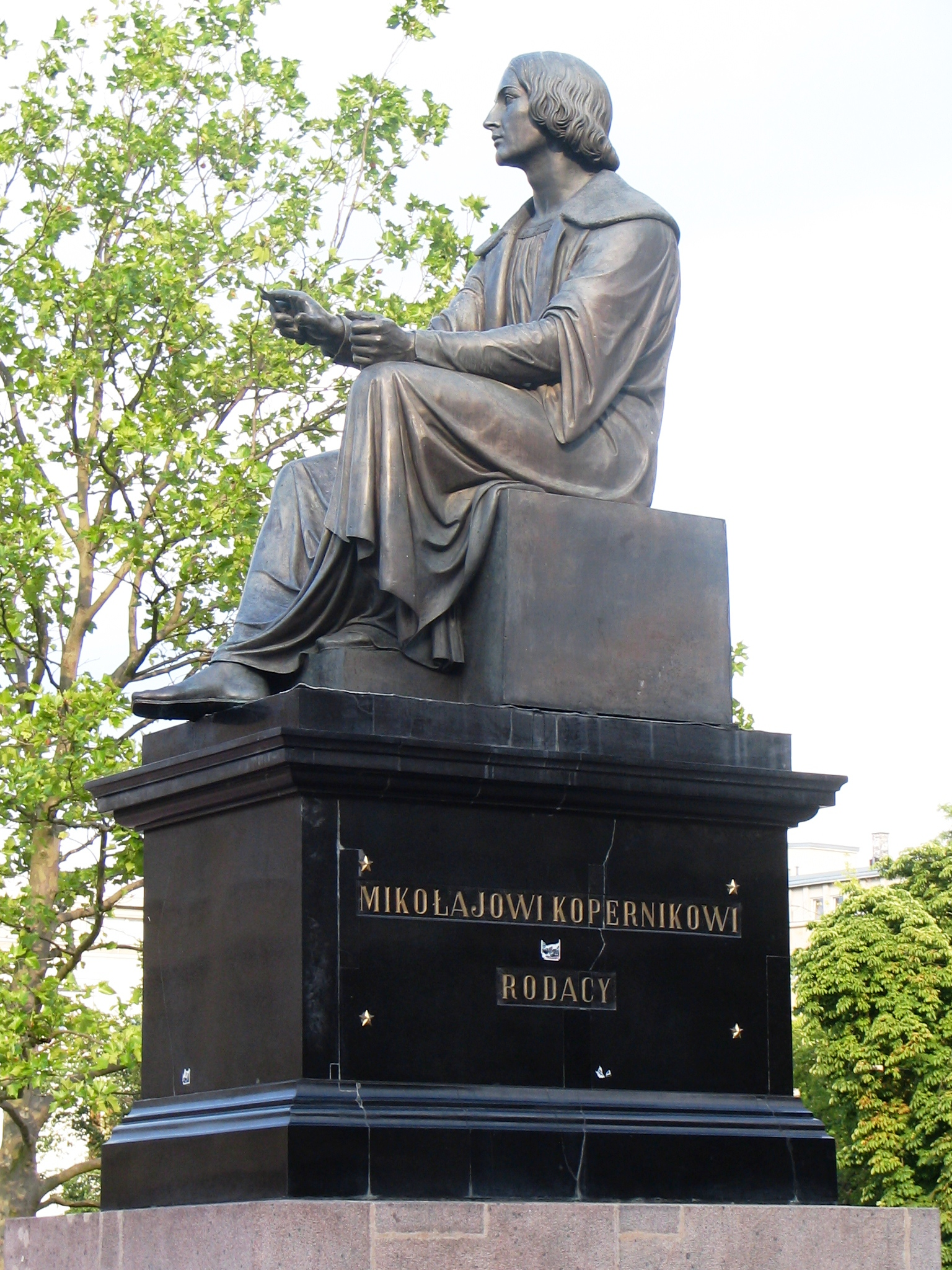
Đài tưởng niệm Nicolaus Copernicus (1822)
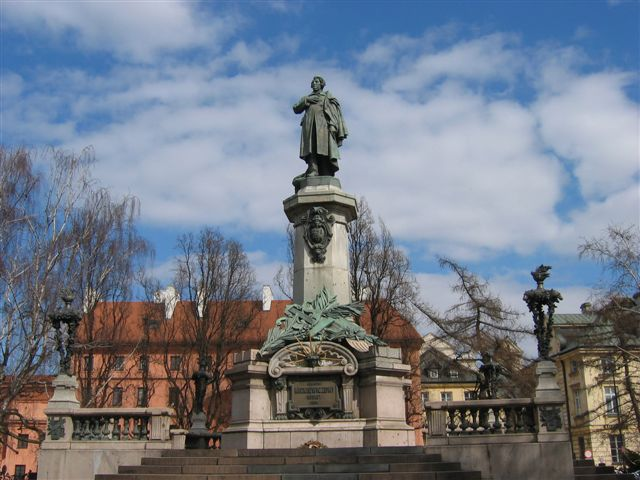
Đài tưởng niệm Adam Mickiewicz (1898)